# The Lying Game
The Lying Game es una serie de televisión estadounidense de drama producida por Alloy Entertainment y Warner Horizon para ABC Family. El programa está basado en una serie de novelas con el mismo nombre escrita por Sara Shepard. El canal tomó la serie en febrero de 2011, y fue estrenada el 15 de agosto de 2011. En Latinoamérica la serie fue estrenada el 29 de agosto de 2012 en Boomerang.
El 24 de abril de 2012, ABC Family anunció que renovaría la serie para una segunda temporada, la cual fue estrenada el 8 de enero de 2013 en Estados Unidos.
El 15 de julio de 2013, Alexandra Chando confirmó la cancelación de la serie.

## Sinopsis
The Lying Game muestra la historia de dos gemelas idénticas, Emma Becker y Sutton Mercer, separadas al nacer y que han llevado vidas muy diferentes. Mientras Emma creció en varios hogares de acogida, Sutton se crio en el seno de una familia privilegiada, rodeada de seres queridos. Ambas desconocían la existencia de la otra hasta que se reúnen tras una serie de circunstancias. Anhelando la familia que nunca tuvo, Emma acepta ayudar a Sutton con su plan para encontrar a sus padres biológicos, que ha logrado situar en Los Ángeles, poniendo en marcha una red de secretos y mentiras. Emma accede a sustituir a su hermana mientras la Sutton real los busca.

## Elenco

### Personajes principales
- Alexandra Chando como Emma Becker/Sutton Mercer. Son las gemelas idénticas separadas al nacer protagonistas de la serie. Sutton es adoptada por una familia acomodada y Emma creció en diferentes hogares de adopción.
- Allie Gonino como Laurel Mercer. La hermana adoptiva de Sutton e hija biológica de los Mercer. Sin la ayuda de Emma, ella no habría comenzado a salir con Justin Miller, quien termina después de enterarse de sus verdaderas intenciones para acercarse a los Mercer.
- Blair Redford como Ethan Whitehorse. Fue el novio de Sutton antes de que Emma tomara su lugar, fue el primero en enterarse del cambio de identidad y se enamora de Emma.
- Andy Buckley como Dr. Ted Mercer. El posible padre biológico de Sutton y Emma, sabe quienes son los padres de Sutton y Emma, pero lo mantiene como un secreto con su mejor amigo.
- Helen Slater como Kristin Mercer. Es la madre adoptiva de Sutton. Sufre los malos tratos de Sutton y queda encantada cuando Emma toma su lugar porque pensaba que su hija había cambiado.
- Alice Greczyn como Madeline "Mads" Rybak. La mejor amiga de Sutton, descubre el cambio de identidades y se convierte en amiga de Emma.
- Charisma Carpenter como Annie Rebecca Sewell. (Recurrente temporada 1, Regular temporada 2). Es la tía de Char y la madre Sutton y Emma, quien tuvo una relación muy cercana con Ted y Alec en su juventud.
- Kirsten Prout como Charlotte "Char" Chamberlin. (Regular temporada 1, episodios 1-10; recurrente posteriormente). Una de las mejores amigas de Sutton. En el episodio 11 se muda a Florida con su padre.
- Sharon Pierre-Louis como Nisha Randall. (Regular temporada 1, episodios 1-10). La muy competitiva rival de Sutton.

### Personajes recurrentes
- Christian Alexander como Thayer Rybak. Se mudó a Los Ángeles para escapar de las presiones de su padre, Alec. Toda su vida estuvo enamorado de Sutton y la ayuda a ella y a Emma a encontrar a su verdadera madre.
- Adrian Pasdar como Alec Rybak. Es el mejor amigo del doctor Mercer, padre de Mads y de Tahyer, es el antagonista principal.
- Tyler Christopher como Dan Whitehorse. Hermano mayor de Ethan y oficial de policía que solía trabajar para Alec.
- Randy Wayne como Justin Miller (Temporada 1). El exnovio de Laurel que se acerca a ella para tratar de vengarse de Ted, por haber causado accidentalmente la muerte de su madre.
- Ryan Rottman como Jordan Lyle (Temporada 2). Un chico nuevo que trae consigo demasiados secretos. Despierta la atención de Mads complicando aún más la situación.

## Episodios
| Temporada | Temporada | Episodios | Emisión original     | Emisión original    |
| Temporada | Temporada | Episodios | Inicio               | Final               |
| --------- | --------- | --------- | -------------------- | ------------------- |
|           | 1         | 20        | 15 de agosto de 2011 | 5 de marzo de 2012  |
|           | 2         | 10        | 8 de enero de 2013   | 12 de marzo de 2013 |

## Índices de audiencia
| Temporada | Horario (ET)      | # Ep. | Estreno              | Estreno                         | Final               | Final                         | Temporada televisiva | Audiencia (en millones) |
| Temporada | Horario (ET)      | # Ep. | Fecha                | Estreno Audiencia (en millones) | Fecha               | Final Audiencia (en millones) | Temporada televisiva | Audiencia (en millones) |
| --------- | ----------------- | ----- | -------------------- | ------------------------------- | ------------------- | ----------------------------- | -------------------- | ----------------------- |
| 1         | Lunes 9:00 p. m.  | 20    | 15 de agosto de 2011 | 1.39                            | 5 de marzo de 2012  | 1.24                          | 2011–12              | 1.38                    |
| 2         | Martes 9:00 p. m. | 10    | 8 de enero de 2013   | 1.55                            | 12 de marzo de 2013 | 1.11                          | 2013                 | 1.27                    |